# Balmoral, Brisbane
Balmoral är en förort till delstatshuvudstaden Brisbane i Queensland, Australien. Antalet invånare är 3 827.
Runt Balmoral är det ganska tätbefolkat, med 72 invånare per kvadratkilometer.. Förorten ligger cirka 9 kilometer öster om Brisbanes stadskärna, och området är i huvudsak tätbebyggt. Genomsnittlig årsnederbörd är 1 424 millimeter. Den regnigaste månaden är januari, med i genomsnitt 275 mm nederbörd, och den torraste är oktober, med 21 mm nederbörd.